# David Kopay
David Marquette Kopay (ur. 28 czerwca 1942 w Chicago w stanie Illinois, USA) – były zawodowy amerykański futbolista z drużyny Washington Redskins; biegacz w National Football League.
Absolwent Notre Dame High School w Sherman Oaks w stanie Kalifornia. Uczęszczał na University of Washington.
Tuż po zakończeniu kariery, w połowie lat siedemdziesiątych XX wieku, zaszokował świat sportu autobiograficzną książką The David Kopay Story, w której ujawnił się jako gej. Od tego czasu niektóre sławy na konferencjach narodowego i amerykańskiego footballu były podejrzewane o homoseksualizm, choć niewielu chciało się przyznać do tego publicznie, jak to zrobił Kopay. "Warto zastanowić się, co się kryje za ujawnianymi co jakiś czas przypadkami ekscesów seksualnych, jakich dopuszczają się sportowcy" – pisał w swojej autobiografii. "Czy ci chłopcy chcą udowodnić jeden drugiemu swoją męskość? A może używają kobiet jako wymówki, by mieć wspólne przeżycia seksualne z innymi kolegami z drużyny? Gdy grałem w NFL, brałem udział w seksie grupowym z udziałem kobiet tylko dlatego, że obok mnie seks uprawiali mężczyźni, inni gracze" – wyznał Kopay.
Drużyny, do których przynależał
- 1964–1967: San Francisco 49ers
- 1968: Detroit Lions
- 1969–1970: Washington Redskins
- 1971: New Orleans Saints
- 1972: Green Bay Packers